# Hammermühle (Creußen)
Hammermühle (oberfränkisch: Homma-ml) ist ein Gemeindeteil der Stadt Creußen im Landkreis Bayreuth (Oberfranken, Bayern). Hammermühle liegt in der Gemarkung Boden.

## Lage
Die Einöde liegt am Roten Main. Ein Anliegerweg führt 300 Meter westlich zur Bundesstraße 2. Dort steht eine Linde, die als Naturdenkmal ausgezeichnet ist.

## Geschichte
Der Ort wurde 1403 als „Hammarmul“ erstmals urkundlich erwähnt. In dem Ort bestand im 15. und 16. Jahrhundert ein Eisenhammer, der vom Wasser des Roter Mains betrieben wurde. Das bis heute bestehende Hammerhaus wurde 1729 von Nikolaus Busch erbaut. In der Fraisch unterstand Hammermühle dem brandenburg-bayreuthischen Kasten- und Stadtvogteiamt Creußen. Von 1791/92 bis 1810 unterstand Haaghaus dem preußische Justiz- und Kammeramt Pegnitz.
Mit dem Gemeindeedikt (frühes 19. Jahrhundert) wurde Hammermühle dem Steuerdistrikt Creußen und der Ruralgemeinde Bühl zugewiesen. Im Rahmen der Gebietsreform in Bayern wurde Hammermühle am 1. Januar 1972 in die Stadt Creußen eingegliedert.
1862 kaufte Johann Georg Neuner das Anwesen und errichtete hier ein Sägewerk, eine Lohmühle und eine Getreidemühle; da seine Frau Anna eine Müllerstochter war, wurde das Mahlen von Getreide zum Hauptgeschäft. 1885 übernahm sein Sohn Friedrich Neuner (* 1. Februar 1857; † 22. Juli 1930) den Betrieb. Dieser war von 1895 bis 1918 Mitglied des Bayerischen Landtags, von 1903 bis 1918 war er Reichstagsabgeordneter. Friedrichs Sohn Hans wurde im Ersten Weltkrieg schwer verwundet, konnte die Mühle nach seiner Heimkehr aber noch lange betreiben. Im Zweiten Weltkrieg geriet sein Sohn Lorenz Neuner (* 1922; † 1995) in russische Kriegsgefangenschaft, aus der er 1945 zurückkehrte, 1952 übernahm er den Betrieb. Ende der 1970er Jahre wurde die Getreidemühle stillgelegt. 1987 übergab Lorenz ihn an seinen eigenen Sohn Hans Neuner. Ursprünglich wurde das Werk von zwei Wasserrädern angetrieben, heute wird es von einer Turbine angetrieben, die Strom erzeugt. Heute betreibt die Tochter Sandra Neuner die sog. „9ersche Werkstatt“, in der dekorative Holzarbeiten angefertigt werden.